# Parafia Wszystkich Świętych w Bobowej
Parafia pw. Wszystkich Świętych w Bobowej – parafia rzymskokatolicka znajdująca się w diecezji tarnowskiej, w dekanacie Bobowa.
W skład terytorium parafii wchodzą miejscowości Bobowa, Brzana oraz część Wilczysk i Jankowej.

## Historia
Parafia w Bobowej powstała prawdopodobnie wraz z lokowaniem miasta przed 1339 r., a pierwsza wzmianka pochodzi z 1344 roku. Kościół parafialny wzniesiony został na przełomie XIV i XV wieku, od 1529 do 1792 pełnił funkcję kolegiaty, podniesiony do tej godności przez bpa krakowskiego Piotra Tomickiego. W latach 1561–1593 zamieniony został na zbór kalwiński, po odzyskaniu przez katolików został rekoncyliowany przez biskupa pomocniczego krakowskiego Pawła Dembskiego. Pomimo licznych remontów i pożaru w 1889 kościół zachował swój pierwotny gotycki charakter. W kaplicy bocznej kościoła parafialnego znajduje się obraz Matki Bożej Bolesnej z 1851 r. otoczony miejscowym kultem.

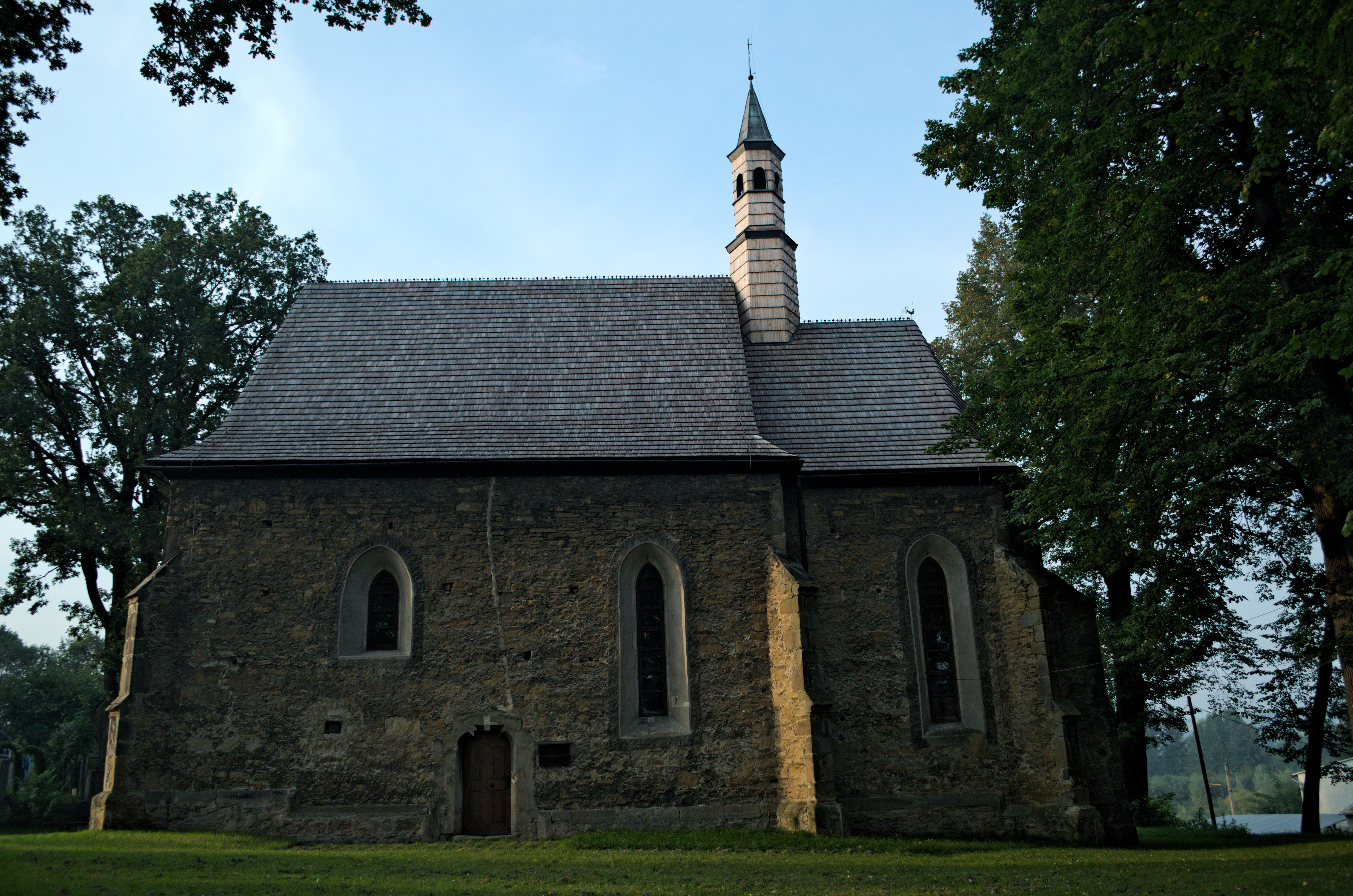
Kościół pomocniczy św. Zofii (Bobowa)

Na terenie parafii znajdują się dwa kościoły; kościół parafialny pw. Wszystkich św. oraz kościół pomocniczy św. Zofii (kościół patronki miasta Bobowa). W Liber Beneficiorum Jan Długosz (ok. 1460) podaje, że w Bobowej istnieją trzy kościoły: parafialny pw. Wszystkich św. oraz kościół św. Zofii i kościół św. Krzyża.
Cmentarz w Bobowej został założony ok. 1836 r. (powiększony 1913). Najstarsza tablica nagrobna na cmentarzu z 1846 r. Zmarłych wcześniej grzebano koło kościołów: parafialnego (do 1784) i św. Zofii (do roku 1836). 28 maja 1995 ówczesny ks. proboszcz Stanisław Chrzan poświęcił plac pod budowę kaplicy cmentarnej. Kaplicę poświęcił 24 maja 1998 r. bp Józef Gucwa.
Parafia Bobowa od ok. 1424 jest siedzibą dekanatu bobowskiego.

## Proboszczowie
- ks. Michał Romer (1763–1786)[6]
- ks. Wawrzyniec Kraszkiewicz (1789–1797)[6]
- ks. Kazimierz Korwin Kalinowski (1797–1803)[6]
- ks. Piotr Tuchowski (1803)[6]
- ks. Józef Kosierkiewicz (1803–1811)[6]
- ks. Wojciech Balura (1812–1826)[6]
- ks. Dominik Piotr Chodyniecki (ok. 1826)[6]
- ks. Wincenty Jarzyński (1827–1846)[6]
- ks. Leon Kozłowski (1846–1890)[6]
- ks. Antoni Mamak (1890–1908)[6]
- ks. Andrzej Polek (1908–1909)[6]
- ks. Stanisław Jakub Warchałowski (1909–1947)[6]
- ks. Jan Kurek (1947–1973)[6]
- ks. Stanisław Fiołek (1973–1974)[6]
- ks. Stanisław Chrzan (1974–2004)[6]
- ks. Marian Jedynak (2004–2016)[6]
- ks. Marian Chełmecki (2016–2024)[6]
- ks. Stanisław Olszak (2025 – obecnie)[7]